# Palazzo Dario

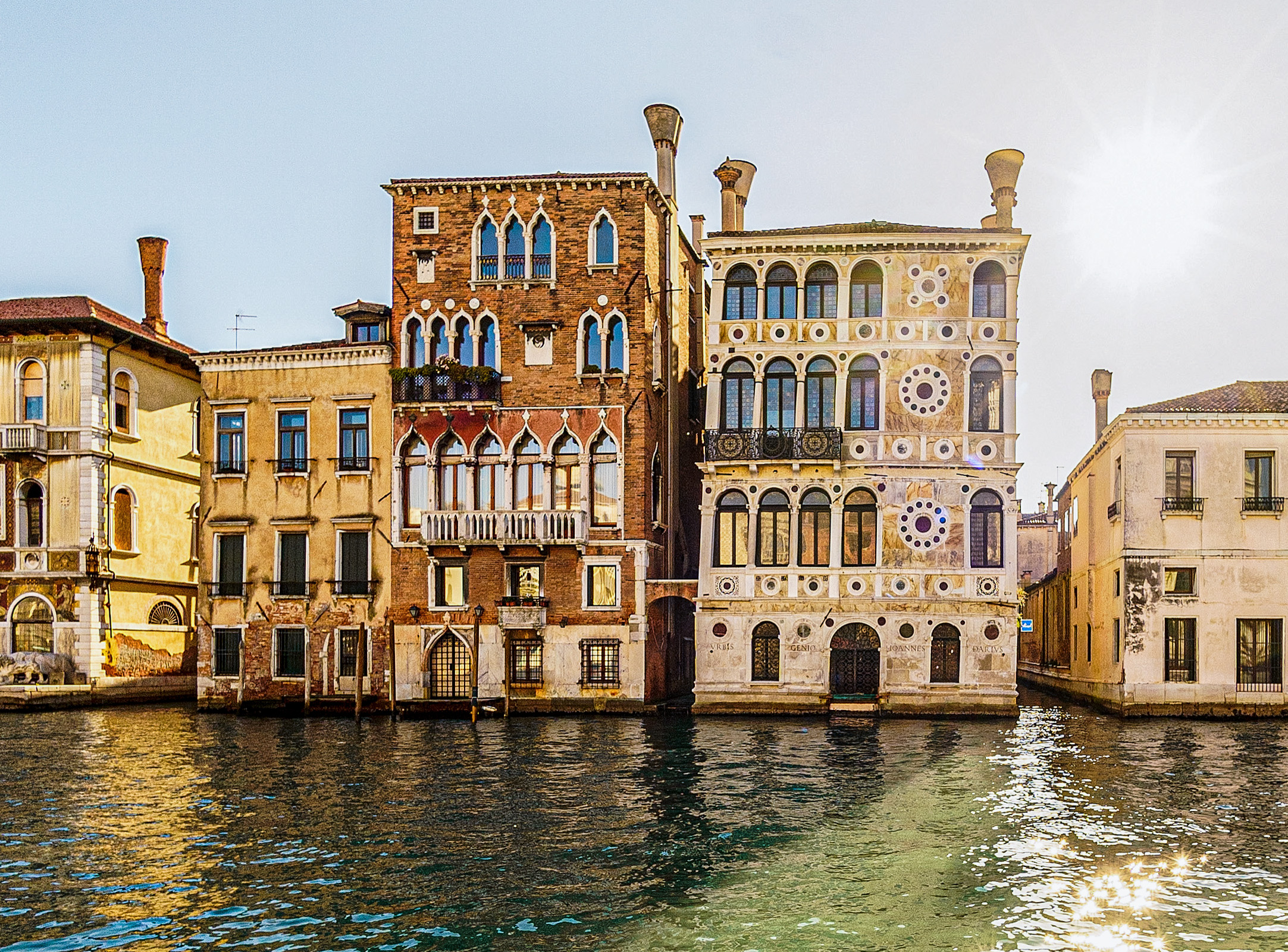
Die Fassaden der Palazzi Dario (rechts) und Barbaro Wolkoff am Canal Grande

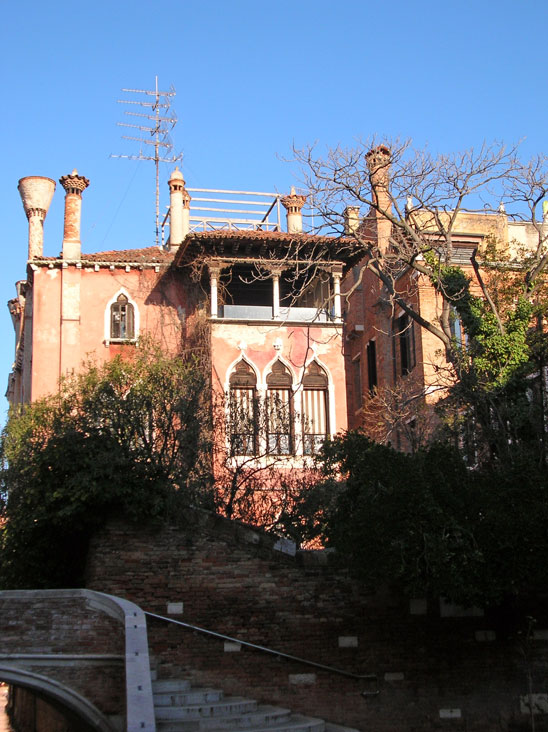
Rückseite vom Campiello Barbaro gesehen

Der Palazzo Dario oder die Ca’ Dario ist einer der Paläste der Frührenaissance in Venedig. Er befindet sich im Sestiere Dorsoduro (Dorsoduro, 352) am Beginn des Rio delle Torreselle neben dem Palazzo Barbaro Wolkoff. Der Dario-Palast wurde im Stil der venezianischen Gotik errichtet, doch die Fassade zum Canal Grande gehört der Renaissance an. Der Palast ist seit 2006 Eigentum eines amerikanischen Großkonzerns und nicht für das Publikum geöffnet; er wurde zuletzt 2017 restauriert.

## Fassade
Das Gebäude ist von einer in Venedig ungewöhnlichen Asymmetrie beherrscht, die in zwei Teile zerfällt, während der typische Stadtpalast in dieser Zeit dreigliedrig war. Dies könnte sich aus dem vergleichsweise schmalen Grundstück erklären, so dass gleichsam die Asymmetrie aus der Auslassung ihre Erklärung findet.
Über einem Wassergeschoss – dort befindet sich die vom Wasser besonders gut sichtbare Inschrift „URBIS GENIO IOANNES DARIUS“ (etwa: Giovanni Dario, dem leitenden Genius der Stadt), die sich über die gesamte Hausbreite erstreckt und in lateinischen Lettern abgefasst wurde – erheben sich zwei in ihrem Dekorationsapparat mit Marmorinkrustationen nahezu gleichwertige Piani nobili. Darüber befindet sich ein weiteres Geschoss, das geringfügig von den Piani nobili abweicht, damit aber auch eine weitere Abweichung vom typischen dreigeschossigen Palast bietet. Das niedrige Wassergeschos weist ein zentrales Portal und zwei sich mit Oculi abwechselnde Rundbogenfenster und ein abschließendes Gesims auf.
Der Palast ist einer der ersten in Venedig, dessen Fassade fast vollständig in Marmor gekleidet war. Er ersetzte den sonst üblichen Einsatz von Ziegeln und Stuck. Zum ersten Mal wurde hier zudem die Rosette eingesetzt, die aus zwölf Marmorscheiben kreisförmig angeordnet um eine zentrale Porphyrscheibe besteht. Dies war zuvor nur an der Kirche Santa Maria dei Miracoli geschehen. Dario lebte vor dem Umzug in den neuen Palast in der Nähe der Kirche im Sestiere Cannaregio. Im obersten Geschoss entstand stattdessen eine Quincunx, die aus vier Scheiben um eine innere Scheibe geformt war.
Die Fassade wird als Ausdruck der Stellung eines Händlers und Diplomaten gewertet, der sich demonstrativ über die gesellschaftlichen Schranken hinwegsetzte und seine Ordnung zugleich akzeptierte, aber auch als Schutzmittel vor Ungemach. Wahrscheinlich kannte Dario den Architekten der Kirche, Pietro Lombardo, zumal dieser auch an der Scuola San Giovanni Evangelista arbeitete, der Dario 1480 und 1492 in führender Stellung angehörte.

## Geschichte
Das Gebäude wurde 1479 im Auftrag des Giovanni Dario errichtet, Sekretär des Senats der Republik Venedig und Gesandter bei Sultan Mehmet, mit dem er einen Friedensvertrag aushandelte. Dario war aber nicht Angehöriger des Adels, sondern, was er offenbar als eine Zurücksetzung empfand, nur vermögender cittadino. Das Bauwerk wurde 1487 fertiggestellt und diente erkennbar Darios Wunsch, mit den Patriziern gleichzuziehen. In einem Brief an den Dogen Giovanni Mocenigo, den er 1484 verfasst hatte, erkennt er die Grenzen seines Standes implizit an, obwohl er für die Republik in Konstantinopel viel erreicht hatte. Vielfach wurde behauptet, der Palast sei dem Architekten Pietro Lombardo in Auftrag gegeben worden. Diese Zuweisung aufgrund stilistischer Merkmale wird allerdings bezweifelt. 
Als Giovanni Dario im Jahre 1494 starb, erbte Vincenzo Barbaro, Sohn des Giacomo Barbaro den Palast. Dieser Barbaro, der auch der Eigentümer des gleichnamigen Palastes war, der in der Nähe von San Vio liegt, hatte Marietta, die Tochter Giovanni Darios geheiratet. Marietta soll sich nach dem wirtschaftlichen Zusammenbruch ihres Mannes umgebracht haben; ihr Mann wurde erstochen. Auch der Sohn der beiden, Vincenzo, endete tragisch in einem Hinterhalt auf Candia (Kreta). 
Die Familie Barbaro blieb bis zum Anfang des 19. Jahrhunderts im Besitz des Palastes, als Alessandro Barbaro (1764–1839), Mitglied des letzten Rates der Zehn und „Consigliere Aulico del Tribunale Supremo di Verona“, ihn an einen armenischen Händler verkaufte.

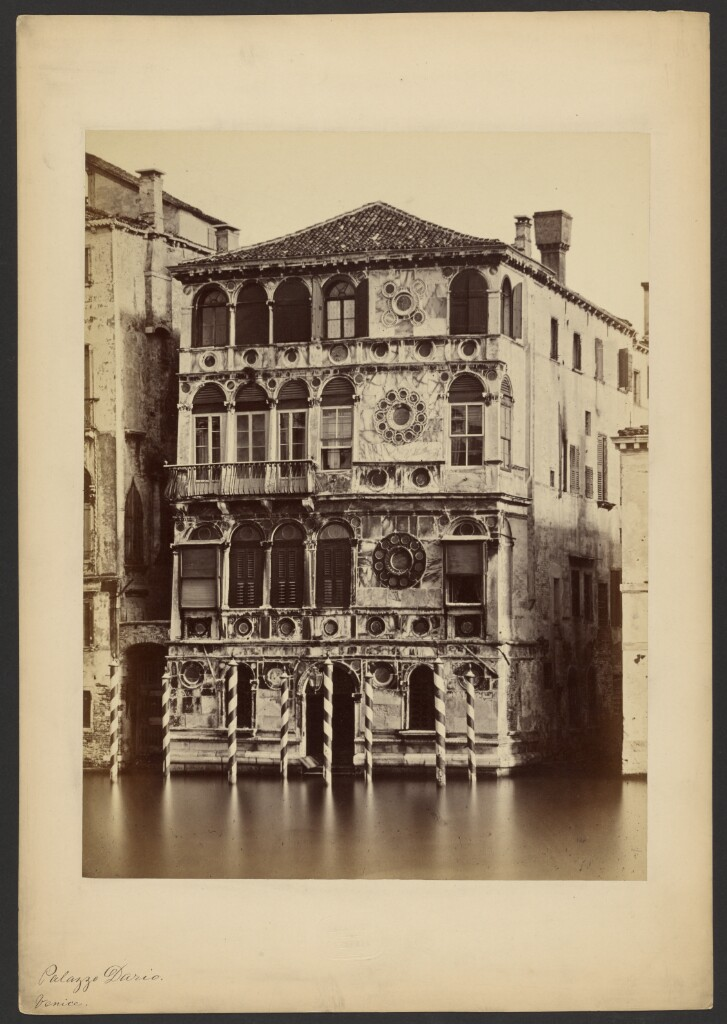
Der Schweizer Fotograf Carlo Ponti lichtete um 1865 den Palast ab

Der neogotische Balkon wurde im 19. Jahrhundert hinzugefügt. Die rückwärtige Fassade zum Campiello Barbaro zeigt gotische Bögen „a quint’ordine“. Weil sich das Gebäude setzt, neigt sich der linke Teil der Fassade merklich.
Der Palazzo Dario wird oft mit der berühmten Ca’ d’Oro verglichen. Seine besondere Schönheit weckte das Interesse von John Ruskin. Im Jahre 1908 nutzte Claude Monet das Gebäude als Vorlage für eine Serie von Gemälden, alle aus derselben Perspektive, aber bei unterschiedlichen Lichtverhältnissen, wie es typisch für den Impressionismus ist: Eines dieser Gemälde ist heute in einer ständigen Ausstellung beim Art Institute of Chicago zu sehen. Die hohen Schornsteine des Gebäudes gehören zu den nicht wenigen Exemplaren aus jener Epoche, die bis heute überlebt haben.
Zu Beginn des 19. Jahrhunderts verkaufte die Familie Barbaro den Palast an Arbit Abdoll, einen armenischen Schmuckhändler, der allerdings Bankrott machte, kurz nachdem er seinen Wohnsitz dorthin verlegt hatte. In den folgenden Jahrzehnten soll sich, wie vielfach behauptet wird, ein weiterer Eigentümer, Radwon Brown, mit seinem Lebensgefährten in den Mauern des Palastes das Leben genommen haben – der Historiker starb jedoch 1883 eines natürlichen Todes.
Der Palast wurde später von einem Amerikaner namens Charles Briggs gekauft. Dieser sah sich gezwungen, aus Venedig zu fliehen, weil es Gerüchte über seine Homosexualität gab. Er floh nach Mexiko, wo sein Liebhaber durch Suizid starb.
Unter den möglichen Käufern war 1964 auch der Tenor Mario Del Monaco, der die Verhandlungen abbrach, nachdem er einen Verkehrsunfall erlitten hatte.
In den siebziger Jahren wurde der Eigentümer des Palazzo Dario, Conte Giordano delle Lanze, durch einen Schlag mit einer Vase (oder eine Statue) auf den Kopf getötet, den ihm ein 18-jähriger Seemann versetzt hatte, der mit ihm zusammenlebte. Dieser floh daraufhin nach London, wo er seinerseits ermordet wurde. Der Palast wurde danach von Christopher „Kit“ Lambert, Manager der Rockband The Who gekauft, der in London bei einem Treppensturz ums Leben kam.
Eine der letzten Arbeiten an der Innendekoration wurde im Jahre 1977 von Giorgio Pes (Bühnenbildner bei Der Leopard) im Auftrag des Eigentümers ausgeführt.
Zu Beginn der 1980er Jahre wurde der Palazzo von dem venezianischen Geschäftsmann Fabrizio Ferrari gekauft, der dort mit seiner Schwester Nicoletta lebte: Auch dieser machte Pleite; seine Schwester starb bei einem Verkehrsunfall.
Ende der achtziger Jahre wurde der Palast vom Investor Raul Gardini erworben, der eigentlich vorhatte, ihn seiner Tochter zum Geschenk zu machen. Der Financier nahm sich nach einer Reihe wirtschaftlicher Rückschläge und seiner Verwicklung in den Skandal von Tangentopoli das Leben.

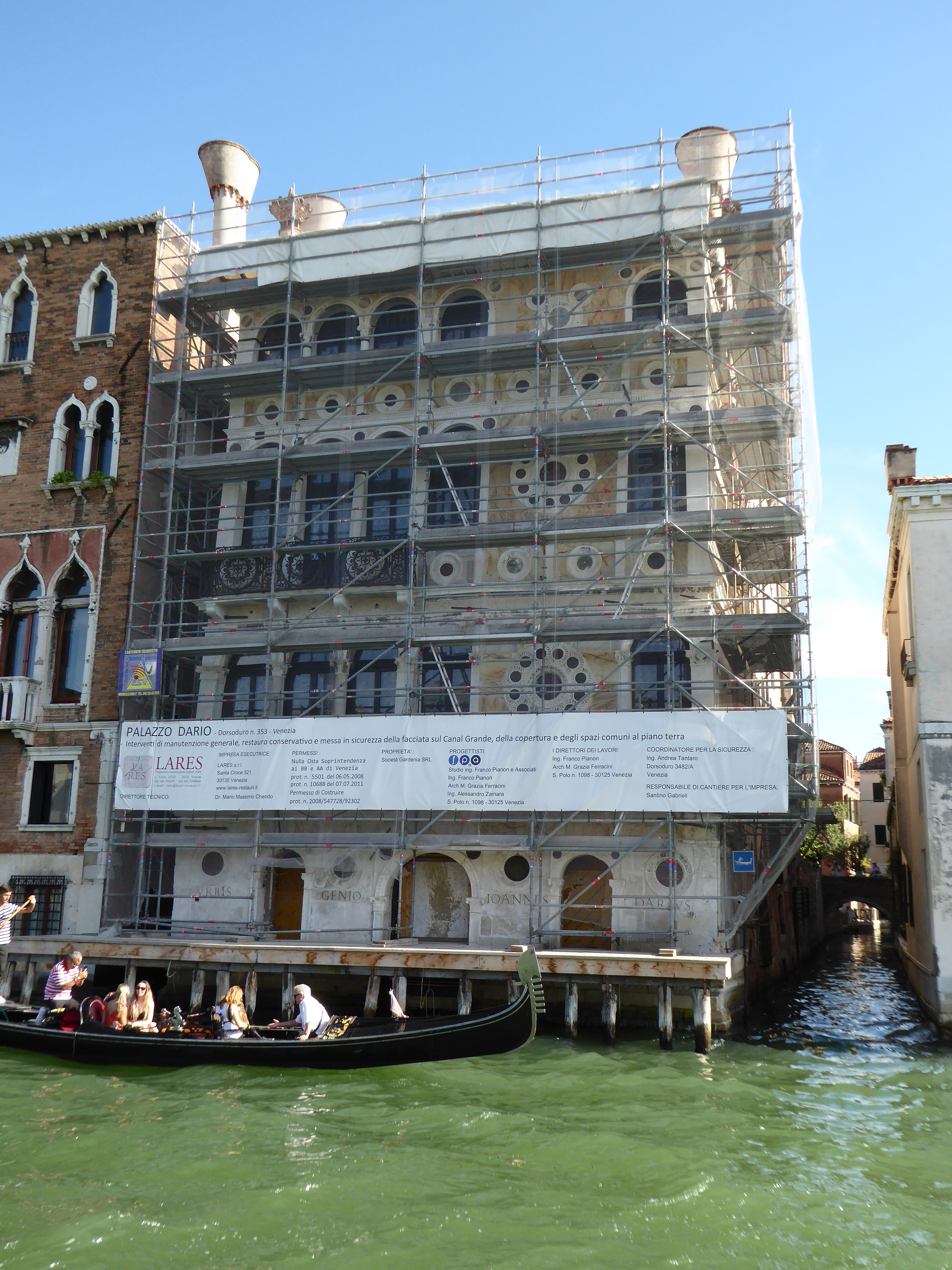
Der Palast während der Restaurierung des Jahres 2017

2017 wurde die Fassade wiederhergestellt.